# Hauterive FR
| FR ist das Kürzel für den Kanton Freiburg in der Schweiz. Es wird verwendet, um Verwechslungen mit anderen Einträgen des Namens Hauterive zu vermeiden. |

Hauterive ist eine politische Gemeinde im District de la Sarine (deutsch: Saanebezirk) des Schweizer Kantons Freiburg. Hauterive entstand am 1. Januar 2001 durch die Fusion der vorher selbständigen Gemeinden Ecuvillens und Posieux. Sitz der Gemeindeverwaltung ist Ecuvillens.

## Geographie
Hauterive liegt auf rund 680 m ü. M., 8 km südwestlich der Kantonshauptstadt Freiburg (Luftlinie). Die Gemeinde erstreckt sich auf dem Molasseplateau zwischen den Tälern der Glâne im Westen und der Saane im Osten, im Freiburger Mittelland.
Die Fläche des 11,9 km² grossen Gemeindegebiets umfasst einen Abschnitt des leicht gewellten Molasseplateaus zwischen den Flussläufen von Glâne und Saane. Diese Flüsse haben sich im Lauf der Jahrmillionen durch die Erosion tief in das Plateau eingeschnitten. Besonders die Saane weist in diesem Gebiet einen stark mäandrierenden Lauf auf. Der rund 200 bis 500 m breite flache Talboden ist überwiegend bewaldet, es gibt nur wenig Wies- und Weideland. Daran schliesst sich ein über weite Strecken von Sandsteinfelsen durchzogener, 40 m bis zu 100 m hoher Steilhang an, der weiter nach Westen in eine gewellte Hochfläche übergeht.
Die Gemeindegrenzen bilden im Westen und Norden der Unterlauf der Glâne, im Osten die Saane. Das dazwischen liegende Gebiet umfasst von Nordosten nach Südwesten die Höhen von Bois de Châtillon (bis 620 m ü. M.), Bois de Monterban (679 m ü. M.), Le Sapex (688 m ü. M.) bei Posieux und das Plateau von Ecuvillens. Im Südwesten erstreckt sich der Gemeindeboden in den ausgedehnten Wald Bois Cornard und erreicht in der Grossa Faita mit 722 m ü. M. den höchsten Punkt von Hauterive. Von der Gemeindefläche entfielen 1997 13 % auf Siedlungen, 30 % auf Wald und Gehölze, 55 % auf Landwirtschaft, und etwas weniger als 2 % war unproduktives Land.
Hauterive besteht aus den Ortsteilen:
- Ecuvillens, 692 m ü. M., auf dem Hochplateau
- Posieux, 676 m ü. M., am Rand des Hochplateaus über dem Saanetal
- Grangeneuve, 634 m ü. M., über dem Saanetal
- Hauterive, 579 m ü. M., Klostersiedlung in einer Flussschlaufe der Saane
- Le Moulin, 576 m ü. M., in einer Flussschlaufe der Glâne
- Le Faubourg, 695 m ü. M., südlich von Ecuvillens

Ferner gehören zahlreiche Einzelhöfe zur Gemeinde. Nachbargemeinden von Hauterive sind Villars-sur-Glâne, Marly, Bois-d’Amont, Gibloux, Cottens, Neyruz und Matran.

## Bevölkerung
Mit 2687 Einwohnern (Stand 31. Dezember 2023) gehört Hauterive zu den mittelgrossen Gemeinden des Kantons Freiburg. Von den Bewohnern sind 86,5 % französischsprachig, 9,8 % deutschsprachig, und 1,0 % sprechen Italienisch (Stand 2000). Die Bevölkerungszahl von Hauterive belief sich 1900 auf 885 Einwohner. Im Verlauf des 20. Jahrhunderts pendelte die Bevölkerungszahl im Bereich zwischen 950 und 1150 Einwohnern. Seit 1970 (1048 Einwohner) wurde ein deutliches Bevölkerungswachstum verzeichnet.

## Wirtschaft
Hauterive war bis in die zweite Hälfte des 20. Jahrhunderts eine vorwiegend durch die Landwirtschaft geprägte Gemeinde. Die Wasserkraft der Glâne wurde früher für den Betrieb mehrerer Mühlen genutzt. Noch heute haben der Ackerbau, der Obstbau, die Milchwirtschaft und die Viehzucht einen gewissen Stellenwert in der Erwerbsstruktur der Bevölkerung. Weitere Arbeitsplätze sind im lokalen Kleingewerbe und im Dienstleistungssektor vorhanden. In Hauterive sind Unternehmen des Baugewerbes, der Elektrobranche, mechanische Werkstätten und eine Schreinerei vertreten. Auf dem Gemeindegebiet werden mehrere Kiesgruben und Steinbrüche (Sandstein, Tuffstein) ausgebeutet.
In der Siedlung Grangeneuve befinden sich das Landwirtschaftliche Institut des Kantons Freiburg und seit 1974 die Eidgenössische Forschungsanstalt für viehwirtschaftliche Produktion, die 2004 in Agroscope Liebefeld-Posieux (ALP) umbenannt wurde. Im Jahr 1949 wurde der Flugplatz Ecuvillens errichtet.
In den letzten Jahrzehnten hat sich Hauterive dank seiner attraktiven Lage zu einer Wohngemeinde entwickelt. Viele Erwerbstätige sind deshalb Wegpendler, die hauptsächlich in der Region Freiburg arbeiten.

## Verkehr
Die Gemeinde ist verkehrsmässig gut erschlossen. Sie liegt an der alten Hauptstrasse von Freiburg nach Bulle. Der nächste Anschluss an die Autobahn A12 (Bern-Vevey), welche das Gemeindegebiet durchquert und zerschneidet, befindet sich rund 4 km vom Ortskern entfernt. Ab 1971 endete die Autobahn von Bern her kommend bei Posieux; seit 1981 ist sie durchgehend befahrbar.
Von 1912 bis 1932 war Hauterive ausserdem durch die Gleislose Bahn Freiburg–Farvagny an das öffentliche Verkehrsnetz angeschlossen, hierbei handelte es sich um den zweiten Schweizer Trolleybusbetrieb. Sie wurde später durch eine Autobuslinie ersetzt. Heute sind Posieux und Ecuvillens durch die Buslinien der Transports publics Fribourgeois, die von Freiburg nach Bulle und von Freiburg nach Rueyres-Saint-Laurent führen, an das Netz des öffentlichen Verkehrs angebunden.

## Geschichte
Das Gemeindegebiet von Hauterive war schon sehr früh bewohnt, da sich die zahlreichen Felsvorsprünge und Sandsteinfelsen über der Saane und der Glâne bestens als vorgeschichtliche Siedlungspunkte eigneten. Bei Châtillon-sur-Glâne befand sich während der Hallstattzeit ein bedeutender Handelsplatz. Auch aus der Römerzeit sind einige Funde bekannt.
Im 11. und 12. Jahrhundert war das Gebiet Mittelpunkt der mächtigen Herrschaft der Herren von Glâne, deren Burg wahrscheinlich auf der Halbinsel La Vuerda über der Glâne zu lokalisieren ist. Diese Herren gründeten kurz vor dem Erlöschen ihres Geschlechts zwischen 1132 und 1137 das Kloster Hauterive (Altenryf) und statteten es mit reichem Grundbesitz aus. Damit verhinderten sie, dass ihr Gebiet an die Zähringer in Freiburg fiel.
Das Gebiet der heutigen Gemeinde Hauterive kam 1452 unter die Herrschaft von Freiburg und wurde der Alten Landschaft (Neustadtpanner) zugeordnet. Nach dem Zusammenbruch des Ancien Régime (1798) gehörte es während der Helvetik und der darauf folgenden Zeit zum Bezirk Freiburg, bevor es 1848 mit der neuen Kantonsverfassung in den Saanebezirk eingegliedert wurde.
Im Rahmen der seit 2000 vom Kanton Freiburg geförderten Gemeindefusionen entschieden sich die Bewohner von Ecuvillens und Posieux für ein Zusammengehen ihrer Gemeinden. Mit Wirkung auf den 1. Januar 2001 wurde die Fusion rechtskräftig. Als neuer Gemeindename wurde Hauterive als verbindendes Element und bedeutendes Kloster der Region gewählt.

## Sehenswürdigkeiten
Die bedeutendste Sehenswürdigkeit der Gemeinde ist das Kloster Hauterive (Altenryf).